# استان تاکئو
استان تاکئو (به لاتین: Takéo Province) یک منطقهٔ مسکونی در کامبوج است که در کامبوج واقع شده‌است. استان تاکئو ۳٬۵۶۳ کیلومتر مربع مساحت دارد.